# Terunofuji Haruo
Terunofuji Haruo (tiếng Nhật: 照 ノ 富士 春雄, sinh ngày 29 tháng 11 năm 1991), tên khai sinh là Gantulgyn Gan-Erdene (tiếng Mông Cổ: Гантулгын Ган-Эрдэнэ)) là một đô vật sumo chuyên nghiệp người Mông Cổ. Terunofuji đang đầu quân cho lò đấu vật Isegahama. Anh tham gia sumo chuyên nghiệp vào tháng 1 năm 2011 và giành chức vô địch giải hạng hai jūryō khi ra mắt với tư cách là sekitori vào tháng 9 năm 2013. Anh đã giành chức vô địch giải hạng nhất makuuchi vào tháng 5 năm 2015, chỉ 25 giải đấu sau khi ra mắt chuyên nghiệp, là người nhanh thứ ba sau Asashōryū và Takanohana (đều chỉ với 23 giải đấu). Điều này giúp anh được thăng lên cấp ōzeki - cấp cao thứ hai trong sumo.
Terunofuji sau đó bị chấn thương đầu gối và các vấn đề sức khỏe khác. Dù thoát kadoban (nguy cơ bị giáng cấp khỏi thứ hạng ōzeki) trong ba lần trước đó, anh cuối cùng đã bị giáng cấp sau giải đấu tháng 9 năm 2017. Sau một thời gian dài nghỉ thi đấu vì chấn thương, anh đã rơi xuống giải hạng nhì jonidan vào tháng 3 năm 2019 và có màn lội ngược dòng thành công và trở lại giải makuuchi vào năm sau, trở thành đô vật duy nhất làm được điều đó từ thứ hạng thấp như vậy. Terunofuji đã giành chiến thắng trong giải đấu trở lại của mình ở giải hạng cao nhất vào tháng 7 năm 2020. Anh giành được lần thứ hai thăng hạng ōzeki sau khi giành chức vô địch thứ ba vào tháng 3 năm 2021, ngay sau đó anh vô địch giải đấu khác vào tháng 5 năm 2021. Sau thành tích á quân trong giải đấu tháng 7 năm 2021, anh được thăng lên cấp yokozuna và là võ sĩ yokozuna thứ 73 của môn võ này.
Tóm lại, anh đã có bốn lần vô địch hạng đấu cao nhất, đã về nhì trong bảy giải đấu và có chín giải đặc biệt. Bình luận viên sumo John Gunning đã coi sự trở lại của Terunofuji là "một câu chuyện có một không hai trong lịch sử sumo."